# اچ‌دی ۱۸۷۷۳۴
اچ‌دی ۱۸۷۷۳۴ یک ستاره است که در صورت فلکی عقاب قرار دارد.